# Blenda (architektura)

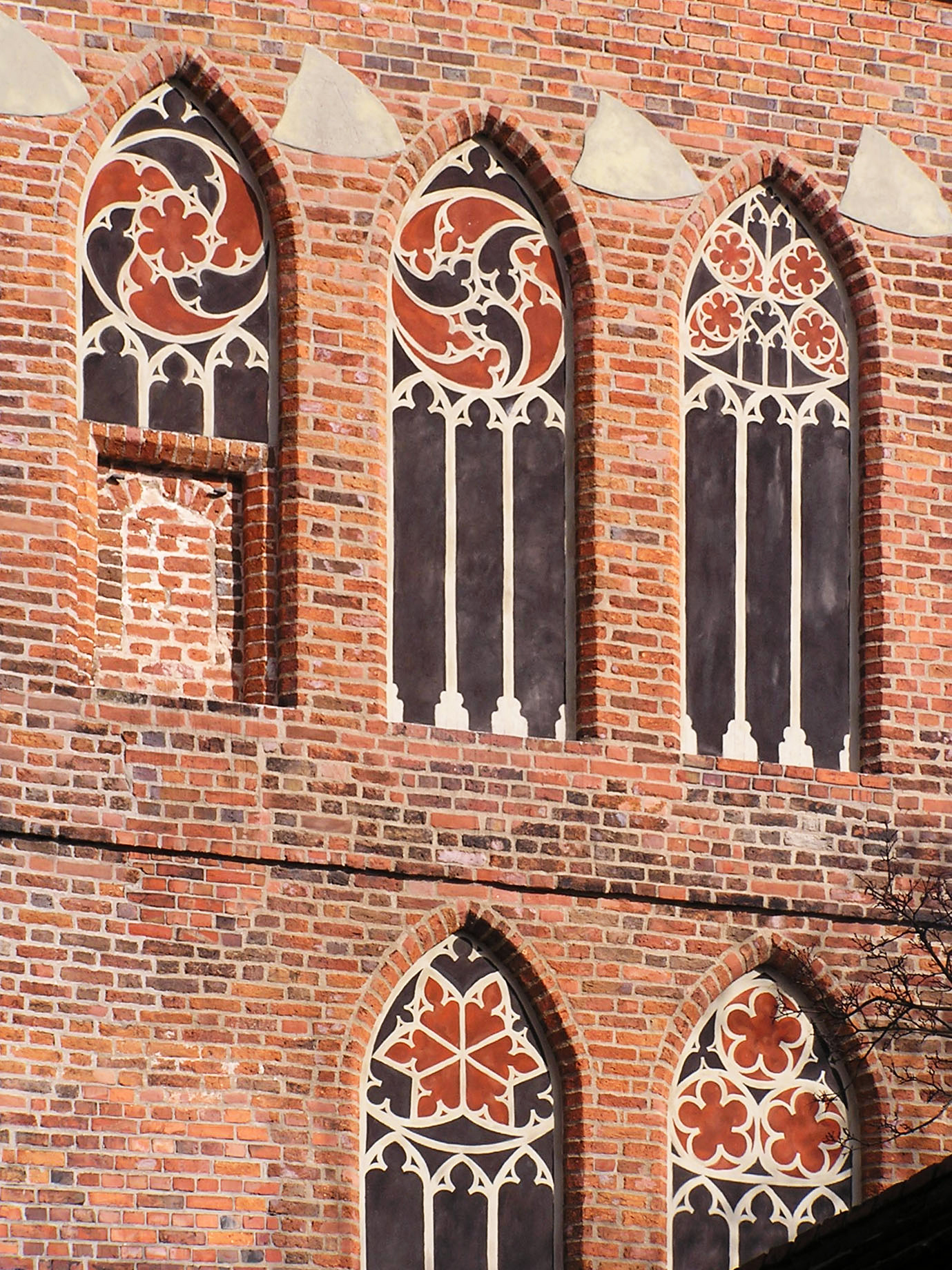
Gotyckie blendy wypełnione dekoracją maswerkową na baszcie Gołębnik w Toruniu

Blenda (niem. blende, ślepe okno, ślepa wnęka) – płytka wnęka w murze, o wykroju arkady lub okna, bez prześwitu (otworu okiennego).
Stosowana przede wszystkim w celach estetycznych (dekoracyjnych), rzadziej do odciążenia ściany przez zmniejszenie jej grubości, zwłaszcza w szczytach budowli. 
Blendy charakterystyczne były dla architektury gotyckiej. W ścianach z surowej cegły były często tynkowane na biało lub wypełnione malowanym (ślepym) maswerkiem i imitacją laskowania okien.

## Przypisy

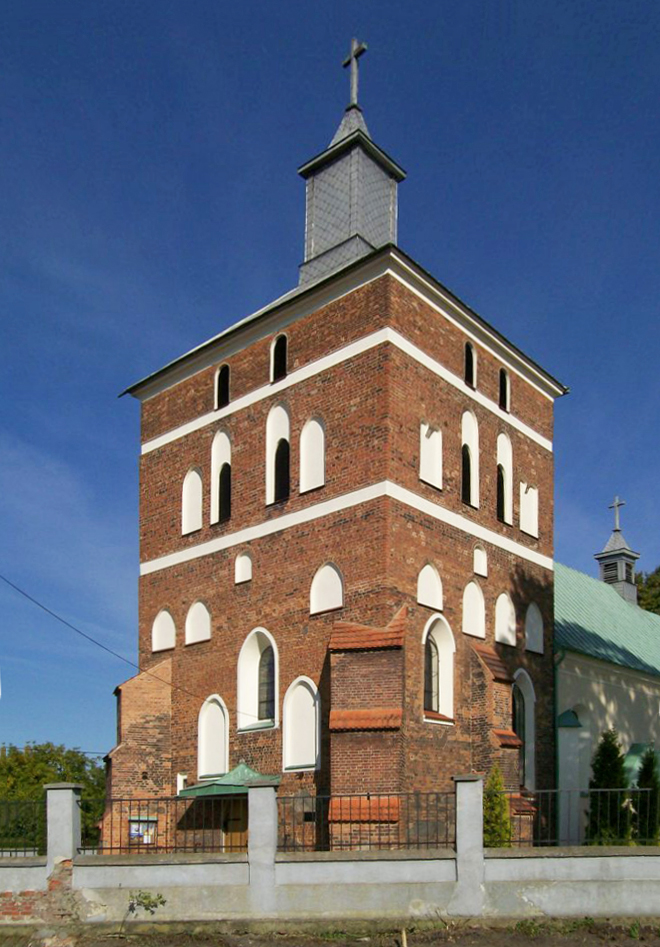
Blendy umieszczone na gotyckiej wieży kościoła farnego w Sierpcu.
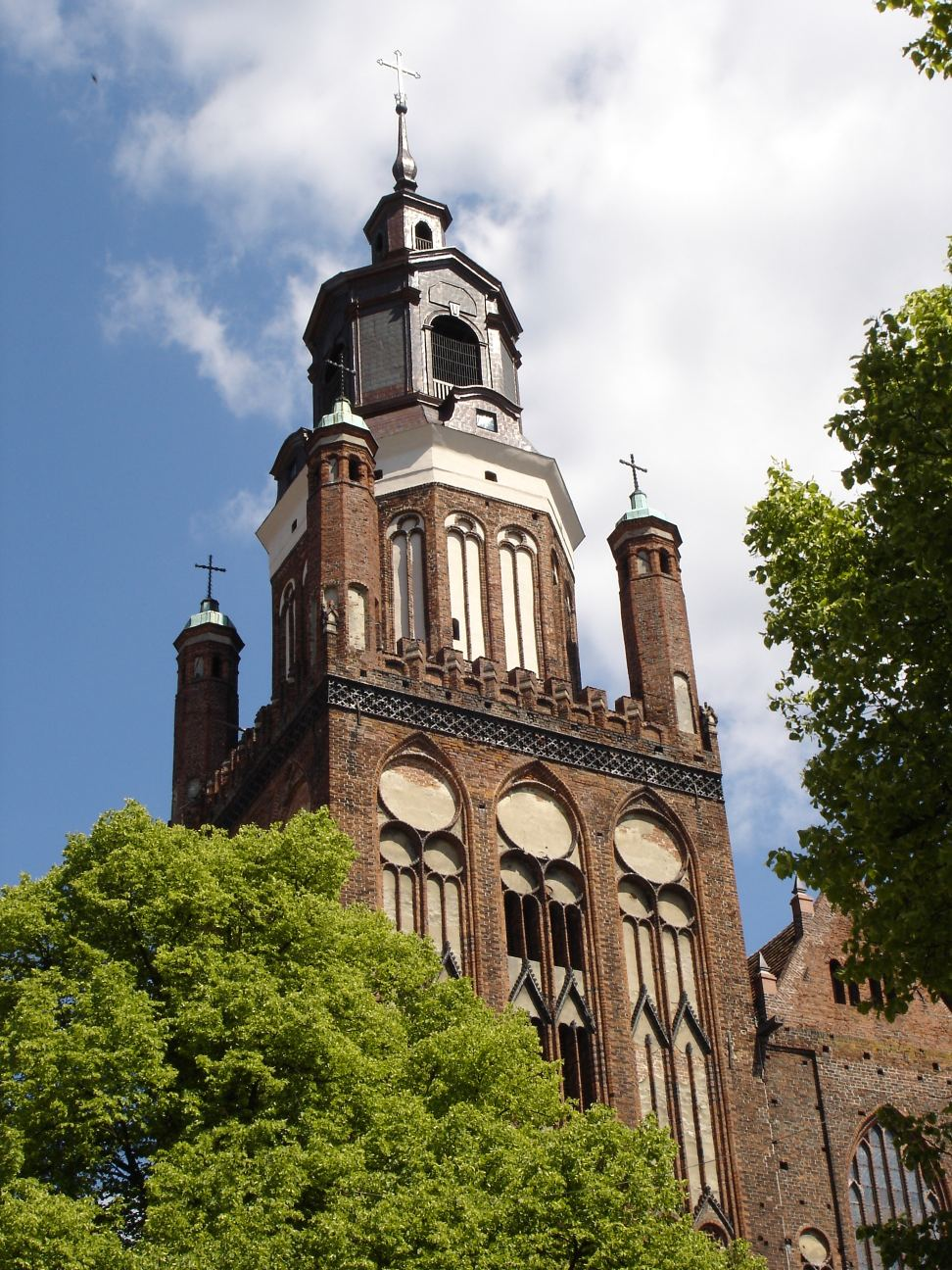
Blenda stargardzka na wieży północnej kolegiaty NMP w Stargardzie
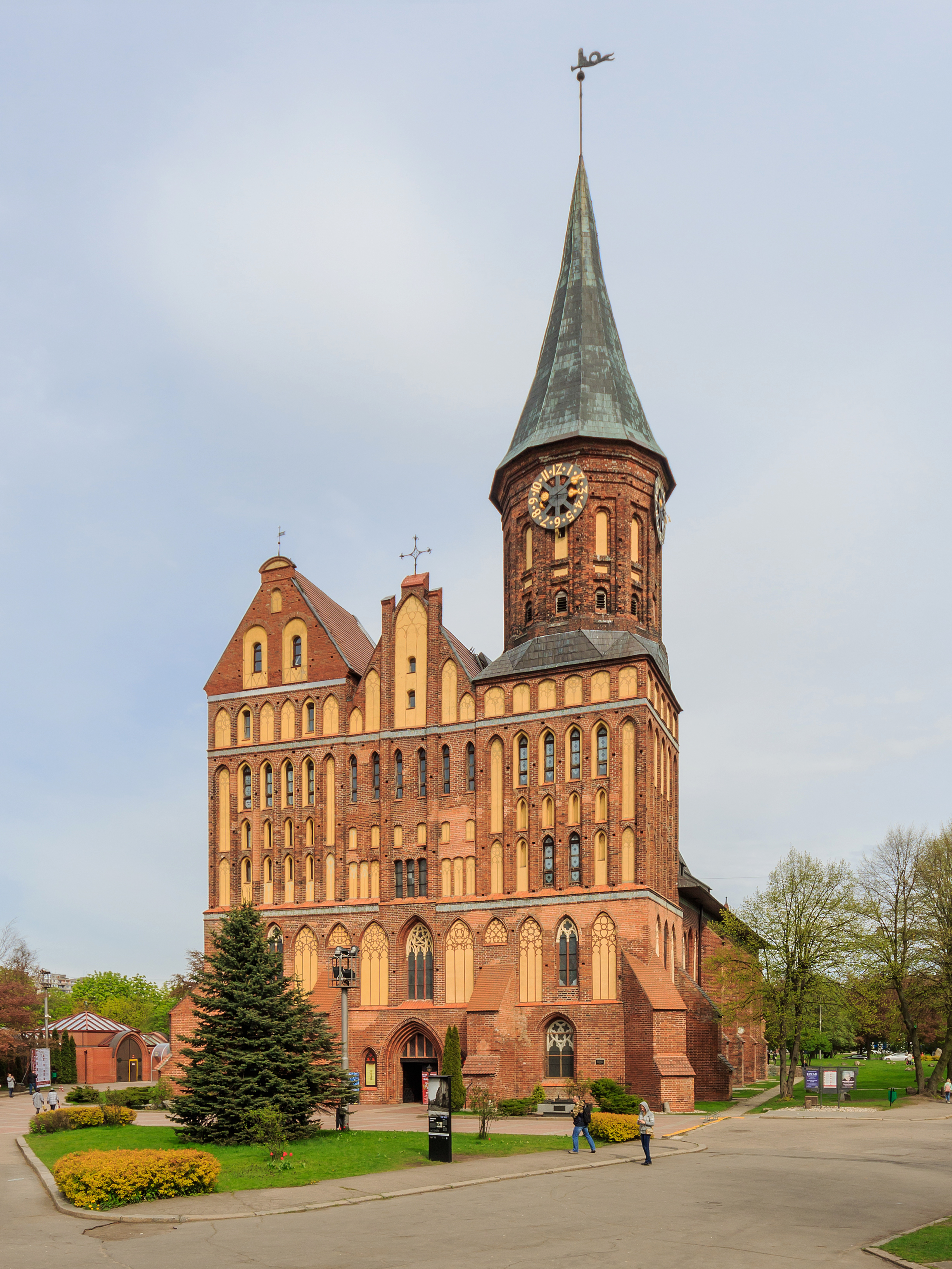
Blendy w fasadzie zachodniej katedry w Królewcu
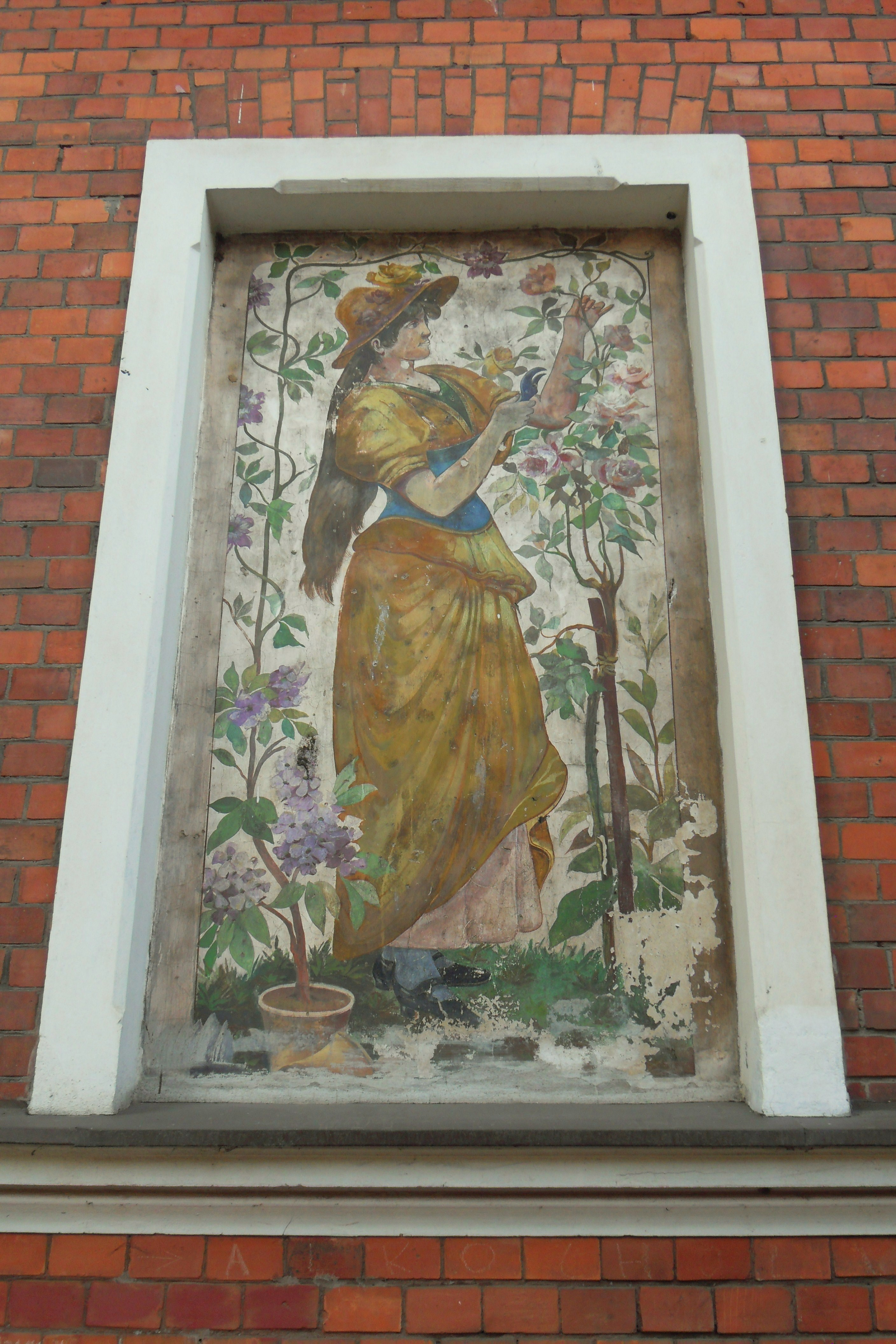
Okno ślepe